# Rüdiger Lorenz (Mediziner)
Rüdiger Lorenz (* 9. September 1932 in Niederfischbach; † 6. April 2008) war ein deutscher Neurochirurg.

## Leben
Während seines Studiums wurde Rüdiger Lorenz 1951 Mitglied der Burschenschaft der Norddeutschen und Niedersachsen, der bereits sein Vater angehört hatte. Im Geschäftsjahr 1956/57 war er Sprecher der Deutschen Burschenschaft und leitete den Burschentag 1957 in Landau. Dafür erhielt er das Ehrenband seiner Burschenschaft. Er wurde 1956 an der Universität Göttingen mit der Arbeit Farbsehstörungen im Bereich von Rot und Grün unter der Wirkung von Alkohol zum Dr. med. promoviert. 1973 wurde er zum Professor an der Justus-Liebig-Universität Gießen berufen. Seit 1979 war er Professor für Neurochirurgie an der Johann Wolfgang Goethe-Universität Frankfurt am Main und seit 1987 Leiter der Klinik für Neurochirurgie am Zentrum der Neurologie und Neurochirurgie, Klinikum der Universität Frankfurt/Main.
Im Wintersemester 1982/83 gehörte er zu den Gründern der Trierer Burschenschaft Germania. Er war Gründungsmitglied der Deutschen Akademie für Neurochirurgie (DANC) sowie langjähriges Vorstandsmitglied der Gesellschaft für Wirbelsäulenforschung.

## Ehrungen und Auszeichnungen
- 1993 Bundesverdienstkreuz I. Klasse des Verdienstordens der Bundesrepublik Deutschland
- 2002 Ehrenmitgliedschaft der Gesellschaft für Wirbelsäulenforschung[5]
- 2002 Preisträger der Herbert-Junghanns-Gedächtnis-Vorlesung
- 2002 Ehrenmitgliedschaft der Deutschen Gesellschaft für Neurochirurgie (DGNC)
- 2007 Wilhelm-Tönnis-Medaille
- Mehrere Ehrendoktorwürden, darunter die Ehrendoktorwürde Dr. med. h. c. der Medizinischen Akademie Wrocław (Breslau/Polen/Zaragossa/Chisinau (Moldawien))[6][7]